# René Traille
Pour les articles homonymes, voir Traille.
René Traille est un joueur français de rugby à XV né le 4 mars 1952, évoluant au poste de troisième ligne.
Père de Damien Traille, il est formé à Oloron-Sainte-Marie.
Aux portes de l'Équipe de France de rugby à XV, il restera fidèle aux couleurs bleues et blanches du FC Oloron et il jouera de nombreuses saisons au plus haut niveau.

## Carrière
- FC Oloron
- US Coarraze Nay

Le 1er novembre 1984, il joue avec les Barbarians français contre une équipe du Bataillon de Joinville à Grenoble. Les Baa-Baas l'emportent 44 à 22.

## Équipe de France
- Nombre de sélections en Équipe de France de rugby à XV : 0
- 4 matchs sur le banc lors du Tournoi des cinq nations 1980
- 2 matchs non officiels en 1980